# Syzygium adelphicum
Syzygium adelphicum là một loài thực vật có hoa trong Họ Đào kim nương. Loài này được Diels miêu tả khoa học đầu tiên năm 1924.